# The Buzzer
The Buzzer (tidligere kendt som UVB-76) er en nummerstation, som sender på kortbølgebåndet på flere radiofrekvenser. The Buzzer sender et kort enstonigt signal, som repeteres 25 gange i minuttet, døgnet rundt, året rundt. Undertiden afbrydes signalet af en stemmemeddelelse på russisk. 
Stationen har været aktiv siden slutningen af 1970'erne eller begyndelsen af 1980'erne, hvor de første rapporter om stationen fremkom. Stationen er blevet sporet til Rusland, men det er ukendt for offentligheden, hvad dens formål er.
The Buzzer sender på kortbølgebåndet med frekvenserne 4.625 og 6.998 kHz med modulationen USB. Ifølge en anden kilde sendes også på 5779, 6810, 7490 kHz. Via en WebSDR radiomodtager fra University of Twente kan The Buzzer aflyttes af alle via en webbrowser - links er i referencerne.

## Format
Stationen kaldes ofte for "the Buzzer" blandt engelske radiolyttere, mens russiske radiolyttere kender den som " жужжалка". Dens officielle navn er ikke kendt, men nogle af stemmemeddelelserne har indeholdt navne, som kan være kaldesignaler eller anden form for identifikation. Frem til september 2010 identificerede stationen sig som UVB-76 (kyrillisk: УВБ-76), som den stadig ofte omtales som. I september 2010 flyttede stationen og gik over til betegnelsen MDZhB (kyrillisk: МДЖБ).

### Stemmemeddelelser
Fra tid til anden er signalet blevet afbrudt af forskellige stemmemeddelelser på russisk, eksempelvis:
- 24. december 1997: "Ya UVB-76, Ya UVB-76. 180 08 BROMAL 74 27 99 14. Boris, Roman, Olga, Mikhail, Anna, Larisa. 7 4 2 7 9 9 1 4."[10]
- 9. december 2002: "UVB-76, UVB-76. 62 691 IZAFET 36 93 82 70"
- 11. februar 2006: "UVB-76, UVB-76. 75-59-75-59. 39-52-53-58. 5-5-2-5. Konstantin-1-9-0-9-0-8-9-8-Tatiana-Oksana-Anna-Elena-Pavel-Schuka. Konstantin 8-4. 9-7-5-5-9-Tatiana. Anna Larisa Uliyana-9-4-1-4-3-4-8."

I 2010 rapporterede lyttere om forandringer i sendingerne. 5. juni 2010 var der stilhed i mere end 24 timer, 6. juni kom signalet i gang igen. 1. september 2010 blev de enstonige signaler afbrudt af nogle sekunder af Svanesøen.

## Lokalisering og funktion
Der er ikke fremkommet nogen officiel begrundelse for stationens sendinger, men den mest omtalte teori er at stationen drives af det russiske militær, og at de enstonige signaler er en markering for at gøre frekvensen uattraktiv for andre.
Frem til 2010 kunne stationen spores til et sted i nærheden af Povarovo i Rusland, men i september det år blev senderes flyttet til et sted nær Pskov, nok som del af en omorganisation af Ruslands forsvar. I 2011 udforskede et hold "urban explorers" den gamle senderstation uden for Povarovo og skal have fundet dokumenter, som kobler stationen til det russiske militær.